# ニトロプルシド
ニトロプルシド（Nitroprusside）とは無機配位化合物の一つである。ナトリウム塩の化学式は Na2[Fe(CN)5NO] で、医薬品としては二水和物 Na2[Fe(CN)5NO]・2H2O が用いられる。この赤色結晶は水-エタノール混液に溶解して二価の錯体イオン[Fe(CN)5NO]2− となる。
ニトロプルシドは血管拡張薬としても使用される。一酸化窒素（NO）を放出する作用を有し（NOドナー）、一酸化窒素が平滑筋に作用するとグアニル酸シクラーゼを活性化し、サイクリックGMP（cGMP）が生成され、cGMPは平滑筋収縮を抑制し、血管壁が弛緩拡張して血圧が低下する。この用途ではニトロプルシドはSNPと略称される。
ニトロプルシドはメチルケトンの検出試薬でもあり、尿中ケトン体の検出に用いられている他、シモン試液として違法薬物に含まれるアミンの検出にも使用される。
WHO必須医薬品モデル・リストに収載されている。

## 医薬品としての使用

### 効能・効果
日本で承認されている効能・効果は、「手術時の低血圧維持」と「手術時の異常高血圧の救急処置」である。
ニトロプルシドは血管拡張薬として使用される。医薬品として初めてヒトに投与されたのは1928年である。1955年までに重症高血圧に短期間使用した場合の安全性が明らかにされた。にもかかわらず、化学的性質から取り扱いが難しく、米国では1974年まで承認されなかった。日本で承認されている製剤はカルバゾクロムスルホン酸ナトリウムを配合し、光安定性の改善を図っている。
ニトロプルシドは血液内で分解して一酸化窒素（NO）を放出し、細動脈および細静脈を拡張させる。動静脈を比べると動脈の方に比較的強く働きかけるが、ニトログリセリンが静脈の平滑筋に優先的に作用することに比べるとその差は著しく小さい。高血圧クリーゼの場合に点滴静脈注射される。治療効果は点滴開始後数分で現れる。
NOは末梢血管抵抗と静脈灌流量の両方を減少させるので、前負荷と後負荷を共に減少させる。重症鬱血性心不全に使用すると、両効果の組み合わせで心拍出量が増加する。心拍出量が正常であるケースでは血圧を低下させる。手術時に血圧低下（出血減少）を目的に投与される。日本のほか、米国、豪州、英国でもその用途が承認されている。
ニトロプルシドはそのほか、大動脈弁狭窄症、肢端紅痛症、食道静脈瘤、重度発熱、乳酸アシドーシス、心筋梗塞、神経弛緩性悪性症候群、肺高血圧、新生児呼吸窮迫症候群、ショック、脳血管攣縮、麦角毒性、心室中隔欠損にも有効性が認められる。

### 警告
医薬品として持続静脈投与する際には「急激な過度の低血圧」と「シアン中毒（過量投与時）」に注意するよう、添付文書で警告されている。

### 禁忌
以下の患者には禁忌である。
- 脳に高度な循環障害のある患者
- 甲状腺機能不全の患者[8]
- レーベル病（遺伝性視神経萎縮症）、煙草弱視、ビタミンB12欠乏症の患者
- 重篤な肝機能障害のある患者
- 重篤な腎機能障害のある患者
- 高度な貧血の患者
- ホスホジエステラーゼ5阻害作用を有する薬剤（シルデナフィルクエン酸塩、バルデナフィル塩酸塩水和物、タダラフィル）またはグアニル酸シクラーゼ刺激作用を有する薬剤（リオシグアト）を投与中の患者

ニトロプルシドは代償性高血圧（頭蓋内動脈ステントや大動脈縮窄症など）の患者に使用してはならない。脳循環が不充分な患者や死期の近い患者に用いてはならない。ビタミンB12欠乏症の患者や血液量が減少している患者にも使用できない。

#### 慎重投与
以下の患者には慎重に投与すべきである。
- 頭部外傷または脳出血による血腫などの頭蓋内圧亢進症の患者
- 甲状腺機能の低下した患者
- 心機能障害のある患者
- 肝機能障害のある患者
- 腎機能障害のある患者
- 著しく血圧の低い患者
- 高齢者
- 小児
- 極度な肥満の患者

シアン化物/チオシアン化物比が高い患者（先天性視神経萎縮（レーベル遺伝性視神経症）や煙草弱視など）に用いる場合には最大限の注意を払い観察する必要がある。末梢血管抵抗の低下を伴う鬱血性心不全に対しても使用は勧められない。
妊婦への使用は好ましくないが、母体のpHとシアン化物濃度を注意深くモニタリングすれば安全であるとのデータもある。小児への使用はシアン化物濃度をモニタリングせずとも安全であると云われている。

### 副作用
重大な副作用として、過度の低血圧と投与中止時のリバウンド現象が知られている（発生率は何方も0.1 - 5%未満)。
また日本の市販後調査で見られた副作用として、
- 血圧低下
- 肝機能異常
- 頻脈
- C反応性蛋白増加
- PO2低下
- 白血球増加

が記載されている。その他英語版の添付文書では、
一般的な副作用：
- 徐脈
- 動悸
- 焦燥感
- 不穏
- 混乱
- 目眩
- 頭痛
- 傾眠
- 発疹
- 発汗
- 甲状腺機能抑制
- 筋痙攣
- 乏尿
- 腎性高尿素窒素血症

頻度不明の副作用：
- 嘔気
- 不安
- 胸部不快感
- 錯温感
- 腹痛
- 起立性低血圧
- ECG変化
- 皮膚刺激
- 発赤
- 注射部位紅斑
- 注射部位条痕

重篤な副作用：
- イレウス
- 血小板凝集能低下
- 出血
- 頭蓋内圧上昇
- 代謝性アシドーシス
- メトヘモグロビン血症
- シアン化物中毒
- チオシアン酸塩中毒

が挙げられている。

### 相互作用
他の降圧薬と併用すると危険な低血圧の発現閾値が下がることが判っている。

### 過量投与
構造中に青酸イオンを含むため、過量投与は特に危険である。ニトロプルシド過量投与の治療法は下記のようなものである。

- ニトロプルシド投与中止
- 亜硝酸ナトリウム投与によるヘモグロビンのメトヘモグロビンへの転換による青酸耐性向上
- チオ硫酸ナトリウム投与による青酸イオンのチオシアン酸イオンへの変換：血液透析は青酸イオンの除去効果が薄いが、こうして生成したチオシアン酸イオンは良好に除去できる[9]。

#### 解毒法
青酸中毒はロダネーゼで触媒されるチオ硫酸塩などからの硫黄供給で治療できる。チオ硫酸塩が不充分であると、青酸イオンは速やかに中毒域に達する。
| 動物種 | LD50（mg/kg）経口投与 | LD50（mg/kg）静脈注射 | LD50（mg/kg）経皮投与 |
| ------ | --------------------- | --------------------- | --------------------- |
| マウス | 43                    | 8.4                   | ?                     |
| ラット | 300                   | 11.2                  | >2000                 |
| ウサギ | ?                     | 2.8                   | ?                     |
| イヌ   | ?                     | 5                     | ?                     |

### 作用機序
ニトロプルシドは循環血中で酸素化ヘモグロビンと結合して青酸イオンとメトヘモグロビンを生成するのと同時に一酸化窒素（NO）を放出する。NOは血管平滑筋中のグアニル酸シクラーゼを活性化して細胞内でのcGMP産生量を増加させる。cGMPはプロテインキナーゼGを活性化し、ミオシン軽鎖の不活性化を担うホスファターゼを活性化させる。ミオシン軽鎖は平滑筋の収縮に関係しているので、結果的に平滑筋が弛緩して血管径が拡大する。この機序の後半はシルデナフィルやタダラフィルなどのホスホジエステラーゼ5（PDE5）阻害薬と同じである。PDE5阻害薬はPDE5を阻害してcGMPの分解を妨げ、cGMP濃度を上昇させる。
NOは多くの精神疾患、統合失調症や双極性障害、大うつ病などにも関係があると言われており、それを支持する臨床的知見もいくつか得られている。つまり、ニトロプルシドなどのNO供与薬が精神疾患の治療に有効である可能性がある。2013年にはニトロプルシドを統合失調症の治療に応用した臨床試験の結果が投稿され、有効性が示された。

## 構造と物性

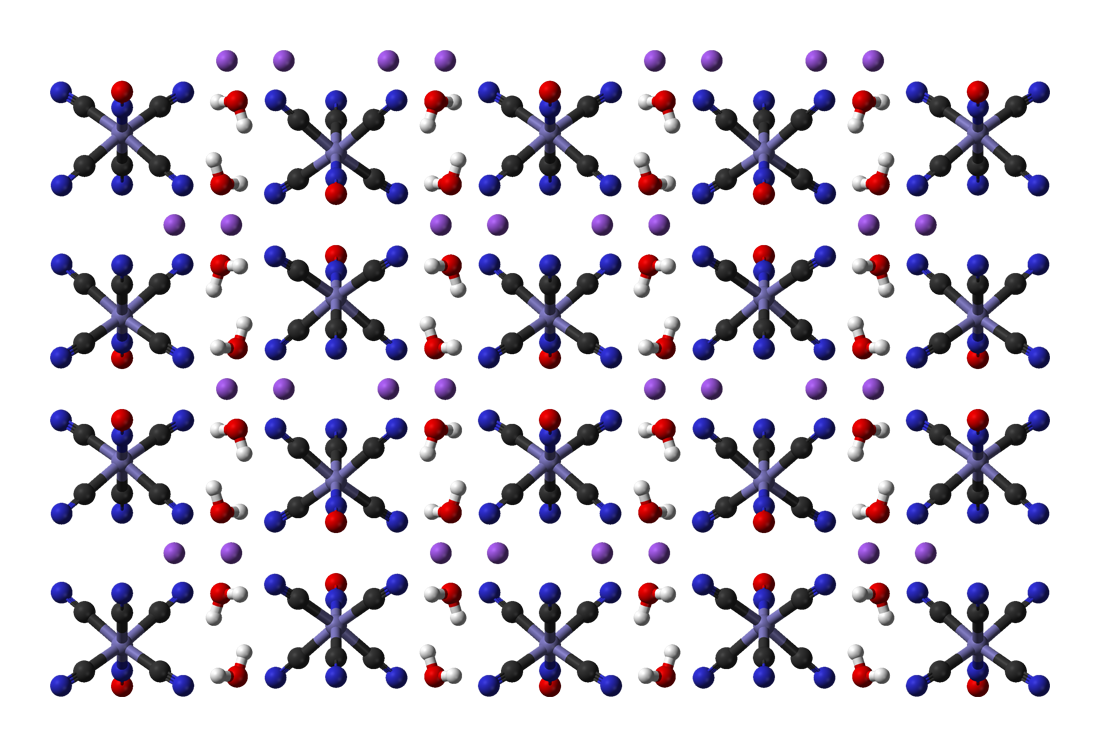
中性子回折法で測定されたニトロプルシドナトリウムの結晶構造

ニトロプルシドは八面体の中心に鉄（III）を置き、その周りに強固に結合した5つのシアン化物イオンとほぼ直線（Fe-N-O の角度=176.2°）に結合した1つの一酸化窒素を配した構造をしている。この陰イオンはC4v対称性を有している。
一酸化窒素はノンイノセントな配位子である。Fe-N-O の角度がほぼ直線であることで、N-O の距離は比較的近く113pmであり、比較的高い共鳴周波数（1947cm−1）を持つ。錯体はNO+配位子を持つかのように記述されるので、鉄イオンは2価であるかの如く見える。中心の鉄は反磁性低スピンd6の電子構成を有しているが、電子スピン共鳴では常磁性で長寿命の準安定状態が観察されている。
ニトロプルシドの化学反応は主にNO配位子による。例えばS2−が[Fe(CN)5(NO)]2−に結合すると赤い[Fe(CN)5(NOS)]4−を生じ、これはS2−イオンの高感度検出法の基礎となっている。OH−イオンが存在する状態での同様の反応は[Fe(CN)5(NO2)]4−を生じる。関連する鉄ニトロシル錯体として ルーサン赤塩（K2[Fe2S2(NO)4]）とルーサン黒塩（NaFe4S3(NO)7）がある。ルーサン赤塩は最初、ニトロプルシドを硫黄で処理することで得られた。
ニトロプルシドナトリウムは約259℃以上:2でフェロシアン化鉄ナトリウム、フェロシアン化ナトリウム、一酸化窒素、ジシアンに分解される。酸水溶液に溶解すると青酸（HCN）を放出する。遮光条件下では濃縮水溶液は室温で2年以上安定であるが、光を当てると速やかに分解して、亜硝酸イオン、鉄（II）イオン、シアン化物イオン、硝酸イオン、ヘキサシアニド鉄（III）酸イオン、ペンタシアニドアコ鉄（III）イオンを生成し、アイアンシアニド（[Fe4(Fe(CN)6)]3）の沈殿が生ずる:3。オートクレーブ滅菌で分解されるが、クエン酸を添加すると分解され難い。

## 合成法
ニトロプルシドはフェロシアン化カリウムを希硝酸に溶解し、炭酸ナトリウムで中和することで得られる。
{\displaystyle {\ce {K4[Fe(CN)6] + 6 HNO3 -> H2[Fe(CN)5(NO)] + CO2 + NH4NO3 + 4KNO3}}}
{\displaystyle {\ce {H2[Fe(CN)5NO] + Na2CO3 -> Na2[Fe(CN)5(NO)] + CO2 + H2O}}}
そのほか、フェロシアン化物を亜硝酸で酸化しても得られる。
{\displaystyle {\ce {{[Fe(CN)6]^{4-}}+{H2O}+NO2^{-}->{[Fe(CN)5(NO)]^{2-}}+{CN^{-}}+2OH^{-}}}}

## 分析試薬としての応用
ニトロプルシドは塩基性条件下でアセトンまたはクレアチンと反応することが1882年に発見された。水酸化ナトリウムまたは水酸化カリウムを用いるその方法は改良されてアンモニアを用いるようになった。この反応は現在ではメチルケトン特異的であることが知られている。アンモニウム塩（硫酸アンモニウム）を添加することでも感度が改善される。
ロゼラ試験法（Rothera's test）として知られるこの反応では、アルカリ性条件下でメチルケトン（CH3C(=O)-）が鮮赤色を呈する（ハロホルム反応も参照）。ロゼラ試験は当初ケトン尿（糖尿病の症状の一つ）の検出に使用された。現在では尿試験紙に使用されている。
ニトロプルシドは、ニトロプルシド反応を応用してメルカプタン（チオール基）を検出することもできる。これを応用した、シアン－ニトロプルシド試験またはブランド試験法（Brand's test）と呼ばれる尿試験法がある。この試験ではまず青酸ナトリウムを尿に加えて10分静置する。この時ジスルフィドが青酸で破壊され、シスチンからシステインが、ホモシスチンからホモシステインが生成する。次いでニトロプルシドを尿に加えるとジスルフィド由来のチオールと反応して赤紫色を呈し、尿中アミノ酸の存在（アミノ酸尿）が示唆される。システイン、シスチン、ホモシステイン、ホモシスチンは全てこの反応で陽性となる。この試験は、二塩基性アミノ酸の輸送経路の病態から生じるシスチン尿症などのアミノ酸トランスポーターの先天異常を検出することができる。
ニトロプルシドはアミンの検出にも応用できる。この場合はニトロプルシドは薄層クロマトグラフィーの呈色試薬として利用されたり、違法薬物などのアルカロイド推定試験に応用される。シモン試液と呼ばれるニトロプルシドナトリウム－アセトアルデヒド水溶液で被験物質を溶き、2倍容量の炭酸ナトリウム水溶液を加えると、二級アミンが存在する場合は青色を呈する。法化学で頻出する二級アミンは3,4-メチレンジオキシメタンフェタミン（MDMA、“エクスタシー”の主成分）やメタンフェタミンなどのフェネチルアミンである。

## その他の用途

ニトロプルシドナトリウムはメスバウアー分光計の校正に利用される。

ニトロプルシドナトリウムはしばしばメスバウアー分光計の校正の際に標準物質として使用される。
ニトロプルシドナトリウムの結晶は光ストレージの分野でも応用が検討されている。ニトロプルシドナトリウムは青緑光で準安定状態に励起され、熱または赤色光で安定状態に戻る。
生理学研究の分野では、ニトロプルシドは内皮非依存性血管拡張剤として利用される。例えばイオン導入法は、上記の全身性の副作用無しに細血管拡張作用を示す。
ニトロプルシドは微生物学の分野では一酸化窒素ドナー作用を応用してPseudomonas aeruginosa のバイオフィルム破壊に用いられる。